# Anton Kerner von Marilaun
Anton Joseph Kerner Ritter von Marilaun (Mautern an der Donau, 12 novembre 1831 – Vienna, 1898) è stato un botanico austriaco, professore all'Università di Vienna.

## Biografia
Kerner studiò Medicina a Vienna e, successivamente, studiò Storia naturale, compiendo studi di Fitosociologia nell'Europa Centrale.
Nel 1858, Kerner fu nominato professore di Botanica all'Istituto Politecnico di Buda e, nel 1860, professore di Storia naturale all'Università di Innsbruck.
Si dimise da questo incarico nel 1878 per divenire professore di Botanica sistematica all'Università di Vienna, nonché curatore del Giardino botanico di tale città.

## Attività scientifica
Kerner fu particolarmente attivo nei settori della fitogeografia e della fitosociologia.
Egli affermò: "… e passano anni fino a che una seconda generazione [di piante] possa svilupparsi più forte e più rigogliosa sul suolo preparato; ma senza riposo lavora il regno delle piante e prosegue con la costruzione del suo edificio verde; sui cadaveri di radici morte, forme di piante nuove, più giovani, germinano e così procede in un cambiamento instancabile fintantoché, alla fine, le ombrose cime degli alberi di un'alta foresta mormorano sopra un suolo ricco di humus".
Nel 1867 completò la pubblicazione dei risultati dei suoi studi riguardanti i limiti di vegetazione per oltre un migliaio di specie di piante.

## Opere principali
- Das Pflanzenleben der Donauländer, Innsbruck, 1863 (nella traduzione in inglese: The Background of Plant Ecology, effettuata da Henry S. Conard, 1951). Questo volume fu alla base della sua notorietà e riporta le sue esplorazioni botaniche in Ungheria.
- Die Kultur der Alpenflanzen, 1864. Tratta della coltivazione delle piante alpine.
- Die botanischen Gärten, 1874. Vi si delinea un giardino botanico modello.
- Vegetationsverhältnisse des mittlern und östlichen Ungarn und Siebenbürgen, Innsbruck, 1875.
- Anton Kerner von Marilaun, The natural history of plants, their forms, growth, reproduction, and distribution', tradotto da: F.W. Oliver et al. da Pflanzenleben, 1890-1891, New York, Holt, 1895-6,  p. 4: 603. URL consultato il 5 febbraio 2014 (archiviato dall'url originale il 4 marzo 2014).. Si veda anche la versione HTML.